# 325 Гейдельберга
325 Гейдельберга (325 Heidelberga) — астероїд зовнішнього головного поясу, відкритий 4 березня 1892 року Максом Вольфом.
Тіссеранів параметр щодо Юпітера — 3,154.